# Балка Тернівка (притока Висуні)
Балка Тернівка — балка (річка) в Україні у Казанківському районі Миколаївської області. Права притока річки Висуні (басейн Дніпра).

## Опис
Довжина балки приблизно 8,31 км, найкоротша відстань між витоком і гирлом — 8,05  км, коефіцієнт звивистості річки — 1,03 . Формується декількома струмками та загатами. На деяких ділянках балка пересихає.

## Розташування
Бере початок на північно-західній околиці села Миколаївки. Тече переважно на південний схід і на північно-західній околиці села Троїцько-Сафонове впадає у річку Висунь, праву притоку річки Інгульця.